# Jastrabská skala
Jastrabská skala (pol. Jastrabska Skała; 683 m n.p.m.) – szczyt w Górach Kremnickich w Centralnych Karpatach Zachodnich na Słowacji.

## Położenie
Masyw Jastrabskiej Skały należy do tzw. Wierzchowiny Jastrabskiej (słow. Jastrabská vrchovina). Jest położony w jej środkowej części (idąc z północy na południe), stanowiąc jednocześnie najwyższy szczyt tej podgrupy górskiej na lewej (wschodniej) stronie doliny Kremnickiego Potoku. Wznosi się ok. 1,5 km na południe od wsi Bartošova Lehôtka i ok. 1,5 km na północny zachód od wsi Jastrabá, od której wziął swoją nazwę.
Zachodnimi podnóżami Jastrabskiej Skały biegnie linia kolejowa ze Zwolenia do Vrútek. Znajduje się tu stacja Bartošova Lehôtka.

## Geologia i mnorfologia
Jastrabska Skała ma formę wydłużonego w kierunku północ-południe masywu o dwóch wierzchołkach: wyższym (głównym) na południu (Jastrabská skala) i niższym na północy (Malá skala, 648 m n.p.m.). Stoki masywu są strome, szczególnie stoki zachodnie, przechodzące w partiach szczytowych w ciąg ambon i urwisk skalnych o wysokości sięgającej kilkudziesięciu metrów. Masyw jest efektem działalności wulkanicznej w końcu trzeciorzędu. Stanowi fragment starego potoku lawowego. Zbudowany jest z ryolitów, wypreparowanych na przestrzeni ostatnich kilku milionów lat ze znacznie mniej odpornych tufów i utworów piroklastycznych.

## Przyroda i jej ochrona
Cały masyw Jastrabskiej Skały porastają lasy, głównie liściaste. Przeważają w nich buki, obok nich występują m.in. dęby i jawory. Szczególnie cenne porosty starych dębów znajdziemy w partiach podszczytowych masywu. Są one miejscem gniazdowania szeregu gatunków ptaków, w tym rzadkich drapieżnych.
Szczytowe partie masywu podlegają ochronie jako pomnik przyrody Jastrabska Skała (słow. Prírodná pamiatka Jastrabská skala) o powierzchni 8,46 ha, powołany w 1975 r.

## Turystyka
Szczyt jest dostępny żółto znakowanym  szlakiem turystycznym ze wsi Bartošova Lehôtka (1 godz. 15 min, z powrotem 45 min).